# 交響曲第10番 (ミャスコフスキー)
交響曲第10番 ヘ短調 作品30は、ニコライ・ミャスコフスキーが作曲した交響曲である。アレクサンドル・プーシキンの『青銅の騎士』に付随したベノワの挿絵に着想を得ており、1926年から1927年にかけて作曲され、指揮者不在の管弦楽団であるペルシムファンスによりモスクワで初演された。アメリカ初演は1930年にレオポルド・ストコフスキーにより行われた。

## 楽器編成
- 木管楽器
ピッコロ1、フルート3、オーボエ2、イングリッシュホルン1、クラリネット2、バスクラリネット1、ファゴット2、コントラファゴット1
- 金管楽器
ホルン8、トランペット4、トロンボーン3、チューバ1
- 打楽器
ティンパニ、シンバル、スネアドラム、バスドラム、タムタム
- 弦楽器
第1ヴァイオリン、第2ヴァイオリン、ヴィオラ、チェロ、コントラバス

## 楽曲構成
単一楽章を採るが、以下の3つに区分できる。
1. Tumultuoso
2. Patetico
3. Presto tempestoso